# Kushitisk religion

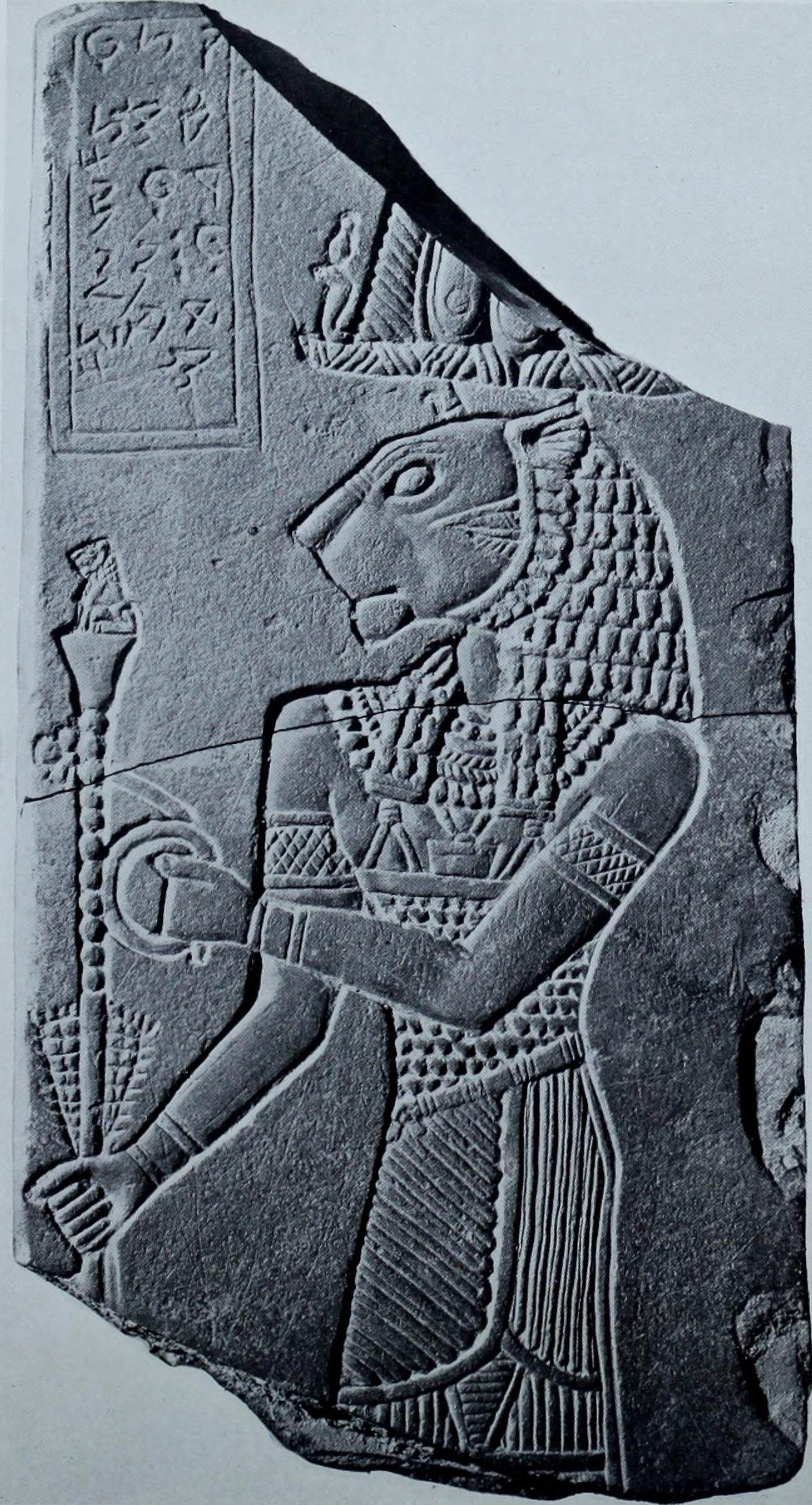
Meroë, the City of the Ethiopians - being an account of a first season's excavations on the site, 1909-1910 (1911) (14578210660)

Kushitisk religion är en term för den religion som utövades av innevånarna i kungariket Kush (650 f.Kr. - 350 e.Kr.) i Nubien i nuvarande Sudan. 
Religionen i Nubien influerades tidigt av fornegyptisk religion och utvecklades till en form av blandreligion, som inkluderade både inhemska gudar, och egyptiska gudar som i sin tur fick sina egna nubiska drag i Kush.
Den kushitiska religionen fortlevde även när kungariket Kush splittrades i de tre kungarikena Nobatia, Makuria och Alodia, fram till att dessa blev kristna under 500-talet.